# 本城站
本城站（日语：／ Honjō eki */?）是位於福岡縣北九州市八幡西區力丸町25番14號，九州旅客鐵道（JR九州）的筑豐本線（若松線）車站。車站編號為JE02。

## 歷史
- 2003年（平成15年）3月15日 - 此站啟用[2]。
- 2009年（平成21年）3月1日 - 此站可以使用IC卡「SUGOCA」[3]。
- 2017年（平成29年）3月4日 - 若松站至新入站之間（折尾站除外）10座站一同引入車站遠端資訊系統（Smart Support Station）（日语：駅集中管理システム）「ANSWER」。[4][5]。

## 車站構造
車站是一座地面車站，設有1面2線的島式月台。此站設有跨站式站房和高架單車停泊處。在1969年（昭和44年），此站附近曾經設有本城信號站。隨著開始建設此站，周邊的道路也進行工程。
此站設有自動售票機和自動閘機。此站可使用SUGOCA等卡和磁式車票。當乘客在此站使用磁式車票時，乘車時只需直接通過閘口，在下車把車票與車費投入回收箱內。此站可購買SUGOCA。
在2017年3月4日後，此站引入車站遠端資訊系統「ANSWER」（由中間站內的支援中心遠端管理）。

### 月台
| 月台 | 路線   | 上下行 | 方向     |
| ---- | ------ | ------ | -------- |
| 1    | 若松線 | 上行   | 若松方向 |
| 2    | 若松線 | 下行   | 折尾方向 |

## 使用狀況
在2018年（平成30年）度，1日平均乘車人次為1,187人。
根據「JR九州」和「北九州市」資料，以下為近年1日平均乘車人次。
| 年度   | 1日平均 乘車人次 |
| ------ | ---------------- |
| 2002年 | 601              |
| 2003年 | 828              |
| 2004年 | 1,003            |
| 2005年 | 1,098            |
| 2006年 | 1,165            |
| 2007年 | 1,171            |
| 2008年 | 1,165            |
| 2009年 | 1,171            |
| 2010年 | 1,221            |
| 2011年 | 1,270            |
| 2012年 | 1,289            |
| 2013年 | 1,325            |
| 2014年 | 1,277            |
| 2015年 | 1,317            |
| 2016年 | 1,290            |
| 2017年 | 1,232            |
| 2018年 | 1,187            |

備註
1. ↑  車站在2003年3月15日啟用。因此該年度只統計啟用日至同年3月31日之間，17日的數據。

## 車站周邊

### 北邊
- 多層單車停泊場[1]
- 迴旋路與的士站
- 投幣式停車場（只有4個車位。20分以內停車免費）
- 國道199號（日语：国道199号）
- 北九州市營本城西團地
- 福岡縣道11號有毛引野線（日语：福岡県道11号有毛引野線）
- 縣營本城西團地
- 北九州市營巴士 本城站巴士站（在總站內。停靠巴士路線包括前往折尾站西出口的「67」路線。在2020年10月3日時間表修正起，也包括前往產業醫科大學醫院方向「38循」路線。以上兩條路線只在平日服務。[9]）
- 北九州市立醫生丘小學
- 產業醫科大學（日语：産業医科大学）
- 北九州市立本城運動場（日语：北九州市立本城陸上競技場）
- 北九州學術研究都市（日语：北九州学術研究都市）[1]
- 西日本都市銀行本城分店

### 南邊
- 北九州市營折尾東團地
- 市立年長者休憩心家
- 西日本新聞折尾分局
- 縣營住宅折尾東團地
- 北九州市立本城中學
- 北九州市立赤坂小學

## 相鄰車站
九州旅客鐵道（JR九州）
 若松線（筑豐本線）
二島（JE03）－本城（JE02）－折尾（JE01/JC26）

## 注腳
1. 1 2 3 4 5 6 7  . 週刊JR全駅・全車両基地 (朝日新聞出版). 2012-09-23, (07): 21 （日语）.
2. 1 2  高川秀樹. . RAIL FAN (鉄道友の会). 2003-05-01, 50 (5): 23 （日语）.
3. ↑  . 交通新聞 (交通新聞社). 2009-03-03: 1.
4. ↑   (PDF) (新闻稿). 九州旅客鉄道. 2017-02-03  [2020-02-07]. （原始内容 (PDF)存档于2018-09-28） （日语）.
5. ↑  . 交通新聞 (交通新聞社). 2017-02-08: 1.
6. ↑  SUGOCA 利用可能エリア （页面存档备份，存于）（日語） 九州旅客鐵道，截至2019年4月1日（2020年1月13日參閲）
7. ↑   (PDF). 九州旅客鉄道: 1.   [2020-02-07]. （原始内容 (PDF)存档于2019-12-06） （日语）.
8. ↑  北九州（運輸・通信）和 JR上下車人次
9. ↑  . 北九州市交通局営業推進課.   [2020年11月22日] （日语）.[]

## 外部連結
- 本城（車站資訊） - 九州旅客鐵道（日語）